# Taggerty River
Taggerty River är ett vattendrag i Australien. Det ligger i delstaten Victoria, omkring 78 kilometer nordost om delstatshuvudstaden Melbourne.
I omgivningarna runt Taggerty River växer i huvudsak städsegrön lövskog. Trakten runt Taggerty River är nära nog obefolkad, med mindre än två invånare per kvadratkilometer. Genomsnittlig årsnederbörd är 1 391 millimeter. Den regnigaste månaden är juni, med i genomsnitt 161 mm nederbörd, och den torraste är januari, med 57 mm nederbörd.